# Lily Owsley
Lily Isabelle Owsley (Bristol, 10 december 1994) is een Engelse hockeyspeelster. In 2015 won Owsley met de Engelse ploeg de Europese titel.
Owsley won 2016 met de Britse hockeyploeg de gouden olympische medaille, door in de finale Nederland te verslaan na het nemen van shoot-outs.

## Erelijst

### Groot-Brittannië
- 2016 –  Olympische Spelen in Rio de Janeiro

### Engeland
- 2014 - 11e WK in Den Haag
- 2015 -  EK in Londen
- 2017 -  EK in Amstelveen
- 2018 - 6e WK in Londen